# 住吉 (江東区)

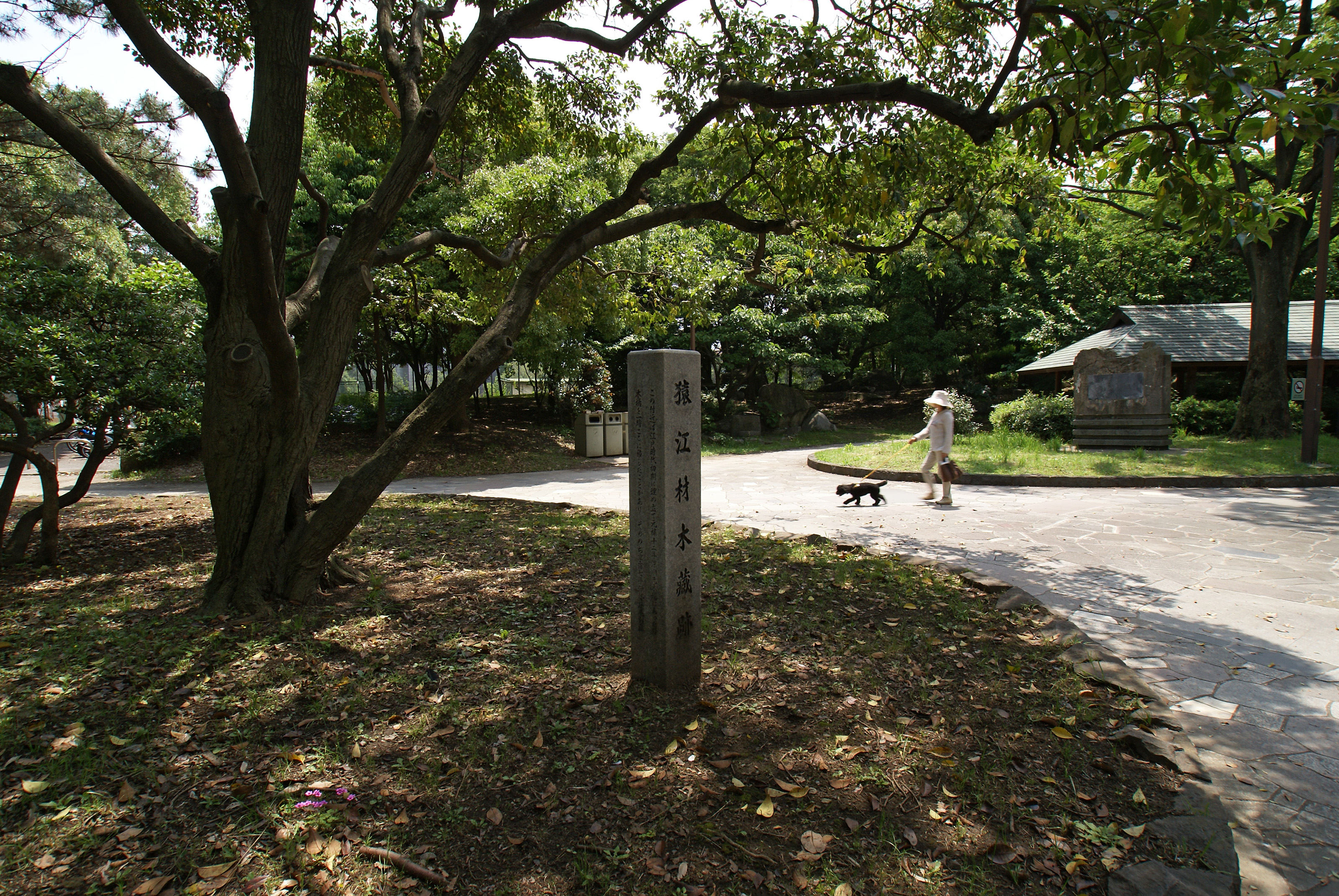
猿江恩賜公園南園・猿江材木蔵跡

住吉（すみよし）は、東京都江東区の町名。現行行政地名は住吉一丁目および住吉二丁目。住居表示実施済区域。

## 地理
江東区北部に位置し、深川地域内に当たる。北で毛利、東で大島、南で猿江、西で墨田区菊川、北西で墨田区江東橋と接する。

### 地価
住宅地の地価は、2024年（令和6年）7月1日の地価調査によれば、住吉2-27-2の地点で65万円/m2となっている。

## 歴史
1934年（昭和9年）に深川猿江裏町の一部・深川東町の一部・深川本村町の一部が合併することになった際深川住吉町と名づけられ、1968年（昭和43年）に住吉と改称した。

### 地名の由来
1934年（昭和9年）の成立の際、猿江「裏町」という良くないイメージの名前を避け、縁起の良い「吉」の字を用いて深川住吉町と命名された。住みよい街にしようという願いを込めたという説もある。
住吉という地名は住吉神社との関連があるところが多いが、そういう理由で当地も近隣にも住吉神社は存在しない。

## 世帯数と人口
2023年（令和5年）1月1日現在（東京都発表）の世帯数と人口は以下の通りである。
| 丁目       | 世帯数    | 人口    |
| ---------- | --------- | ------- |
| 住吉一丁目 | 1,523世帯 | 2,618人 |
| 住吉二丁目 | 1,629世帯 | 2,437人 |
| 計         | 3,152世帯 | 5,055人 |

### 人口の変遷
国勢調査による人口の推移。
| 年                 | 人口  |
| ------------------ | ----- |
| 1995年（平成7年）  | 4,274 |
| 2000年（平成12年） | 4,311 |
| 2005年（平成17年） | 4,694 |
| 2010年（平成22年） | 4,656 |
| 2015年（平成27年） | 4,786 |
| 2020年（令和2年）  | 5,174 |

### 世帯数の変遷
国勢調査による世帯数の推移。
| 年                 | 世帯数 |
| ------------------ | ------ |
| 1995年（平成7年）  | 1,813  |
| 2000年（平成12年） | 1,995  |
| 2005年（平成17年） | 2,302  |
| 2010年（平成22年） | 2,380  |
| 2015年（平成27年） | 2,653  |
| 2020年（令和2年）  | 2,925  |

## 学区
区立小・中学校に通う場合、学区は以下の通りとなる（2023年4月時点）。
| 丁目       | 番地            | 小学校             | 中学校                 |
| ---------- | --------------- | ------------------ | ---------------------- |
| 住吉一丁目 | 全域            | 江東区立東川小学校 | 江東区立深川第七中学校 |
| 住吉二丁目 | 1〜7番 10〜14番 | 江東区立東川小学校 | 江東区立深川第七中学校 |
| 住吉二丁目 | 8〜9番 15～29番 | 江東区立毛利小学校 | 江東区立深川第七中学校 |

## 交通

### 鉄道
- 住吉駅（都営地下鉄新宿線、東京メトロ半蔵門線） - 半蔵門線の駅の所在地は猿江になる。

### バス
- 東京都交通局

### 道路
- 東京都道50号東京市川線（新大橋通り）
- 東京都道465号深川吾嬬町線（四ツ目通り）

## 事業所
2021年（令和3年）現在の経済センサス調査による事業所数と従業員数は以下の通りである。
| 丁目       | 事業所数  | 従業員数 |
| ---------- | --------- | -------- |
| 住吉一丁目 | 137事業所 | 1,518人  |
| 住吉二丁目 | 205事業所 | 1,445人  |
| 計         | 342事業所 | 2,963人  |

### 事業者数の変遷
経済センサスによる事業所数の推移。
| 年                 | 事業者数 |
| ------------------ | -------- |
| 2016年（平成28年） | 309      |
| 2021年（令和3年）  | 342      |

### 従業員数の変遷
経済センサスによる従業員数の推移。
| 年                 | 従業員数 |
| ------------------ | -------- |
| 2016年（平成28年） | 2,475    |
| 2021年（令和3年）  | 2,963    |

## 施設
- 江東住吉郵便局
- 江東区児童会館
- 江東区立東川小学校
- はなかご保育園
- 猿江恩賜公園 - 毛利と住吉の間に跨り、南側が住吉に当たる。猿江は含まれない。
  - 江東公会堂
  - 野球場兼競技場

## その他

### 日本郵便
- 郵便番号 : 135-0002[3]（集配局 : 深川郵便局[17]）。